# Станимир Видев
Станимир Тодоров Видев е български художник.

## Биография и творчество
Станимир Видев е роден на 27 март 1957 г. в село Баня, Пловдивска област. Завършва Художествената гимназия в Казанлък и през 1984 г. завършва Висшия институт за изобразително изкуство „Николай Павлович“ със специалност „Живопис“ в класа на проф. Добри Добрев. Член е на Съюза на българските художници.
Живее и работи в Пловдив. Работи експресивна фигуративна и абстрактна живопис. Има реализирани над 30 самостоятелни изложби и многобройни участия в общи изложби и пленери (Виена – Австрия, Истанбул – Турция, Париж – Франция, Люксембург и Тел Авив – Израел, Малта, Швейцария, Гърция, САЩ). Носител е на много национални и международни награди. Той е двукратен носител на наградата „Пловдив“ за живопис през 1997 и 2007 г., на Националната награда „Васил Левски“ за 1987 г., на наградата „Ромфея“ за 1997 г., двукратен носител на наградата за живопис на Дружеството на пловдивските художници (1986 и 1997 г.), на наградата за живопис на Биеналето на миниатюрата в Русе 2009 г., на Наградата за живопис на Биеналето на малките форми в Плевен през 2010 г. и др.
Негови картини са притежание на НХГ, музеи, галерии и частни колекции в България, Германия, Англия, Испания, Турция, Великобритания, Франция, Швейцария, Израел, САЩ, Финландия, Гърция, Люксембург, Сърбия, Нова Зеландия.